# قطعنامه ۲۰۵۲ شورای امنیت
قطعنامهٔ ۲۰۵۲ شورای امنیت سازمان ملل متحد سندی بین‌المللی دربارهٔ وضعیت در خاورمیانه است. این قطعنامه طی نشست شورای امنیت سازمان ملل متحد در تاریخ ۲۷ ژوئن ۲۰۱۲ میلادی با ۱۵ رأی موافق، ۰ مخالف و ۰ ممتنع به تصویب رسید.